# Casa Wanstead

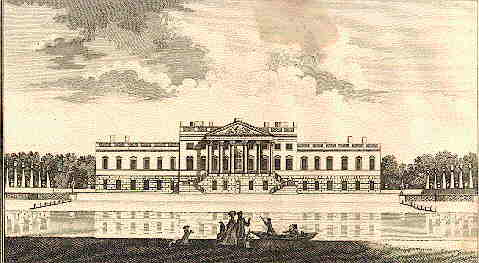
La casa Wanstead, Neopalladiana, encargada en 1715 por Sir Richard Child a partir de un diseño de Colen Campbell, vista desde el oeste. Ilustración de Nathaniel Spencer, The Complete English Traveller, Londres 1771.

La Casa Wanstead (Wanstead House) era una mansión construida para reemplazar al anterior Wanstead Hall . Fue encargada en 1715, terminada en 1722 y demolida en 1825. Sus jardines forman ahora el Wanstead Park, un parque municipal en el distrito londinense de Redbridge .

## Historia

### Construcción

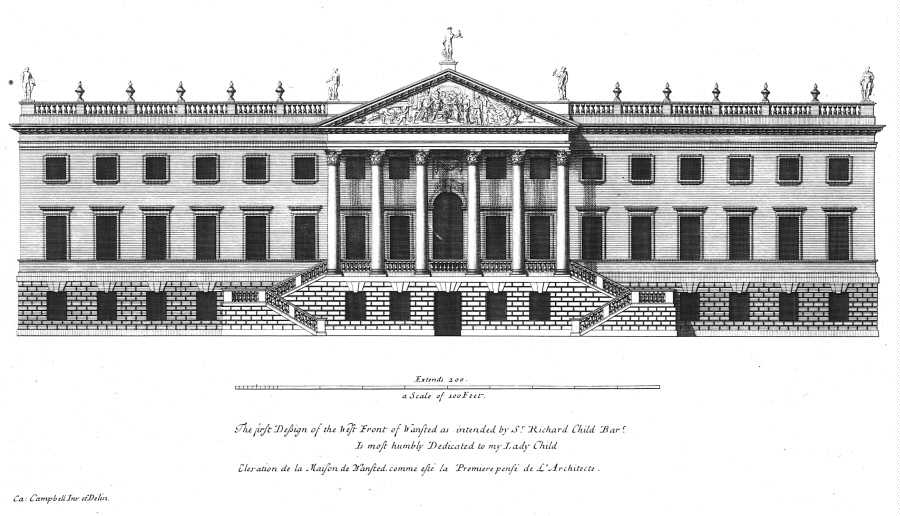
Diseño original de la fachada oeste de la Casa Wanstead, por Colen Campbell. Los pisos superiores de las alas se omitieron en el edificio terminado. La fachada se extendía a lo largo de más de 200 pies (60 m).

La Asamblea en Wanstead House, por Hogarth, pintada hacia 1728-1732

Asiento con patas de madera dorada, en estilo georgiano temprano, de la Casa Wanstead, vendida en Christie's en 2008 por 135 000 £. Podría ser del conjunto de la silla en la que está sentado Earl Tylney en el cuadro de Hogarth.

Sir Richard Child tuvo muchas propiedades, incluida Wanstead Manor, gracias a su matrimonio en 1703 con Dorothy Glynne, cuya madre era de la familia Tylney de Tylney Hall en Rotherwick, Hampshire. En 1715, Child encargó al arquitecto escocés Colen Campbell que diseñara una gran mansión en el entonces emergente estilo neopalladiano para reemplazar la casa anterior y rivalizar con las mansiones contemporáneas como el Palacio de Blenheim. Cuando se completó en 1722, cubría un área de 260 pies (79,2 m) por 70 pies (21,3 m), teniendo la fachada un pórtico con seis columnas corintias, las más antiguas de Inglaterra.

### Herederos
Durante la construcción de la casa, en 1718, Child había sido nombrado primer vizconde de Castlemain. Cuando la prima de la esposa de Child, Ann Tylney, murió en 1730, Dorothy y su esposo, el vizconde de Castlemain, heredaron las propiedades de Tylney. Castlemain fue nombrado primer conde Tylney al año siguiente (1731) y en 1734 obtuvo una ley del Parlamento para cambiar el nombre de su familia, incluidos sus herederos, del patronímico a Tylney, probablemente para cumplir con una condición de la herencia de su esposa. A la muerte del conde en 1750, fue sucedido por su hijo de 38 años, John Tylney, segundo conde Tylney. Cuando el segundo conde murió sin descendencia masculina en 1784, las propiedades pasaron al hijo de su hermana mayor Emma, Sir James Long, séptimo baronet, quien, estando en posesión de las vastas propiedades de los Long, los Child y los Tylney, asumió el apellido Tylney-Long para sí mismo y sus descendientes, de nuevo, probablemente, de acuerdo con un requisito de la herencia. A la muerte del séptimo baronet en 1794, la propiedad combinada pasó a su hijo pequeño de un año, Sir James Tylney-Long, octavo baronet, quien murió en 1805 con solo once años. Luego, la propiedad pasó a su hermana menor, la mayor de los tres hermanos que quedaban, Catherine Tylney-Long, quien se convirtió así en la heredera más rica de Inglaterra.

### Declive y caída

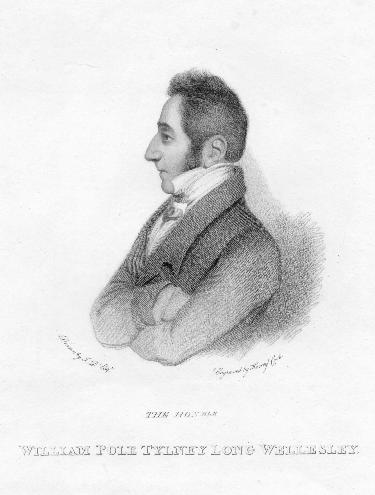
William Pole-Tylney-Long-Wellesley, c. 1812

En 1812, Catherine dio el desastroso paso de aceptar la propuesta de matrimonio del notorio libertino William Wellesley-Pole, sobrino de dos personajes famosos, Richard Wellesley, segundo conde de Mornington, hermano mayor de su padre William, y Arthur Wellesley, duque de Wellington desde 1813, hermano menor de su padre. Los Wellesley tomaron partido para asegurar el matrimonio en su familia de esta gran heredera. Poco antes de la boda, el marido de Catherine había cambiado el apellido de su familia, por licencia real, a Pole-Tylney-Long-Wellesley.
Wellesley fue diputado desde 1812 hasta 1820, aunque fue conocido principalmente por su despilfarro y extravagancia. Tras su matrimonio, la herencia se transfirió a un fideicomiso del que Catherine recibiría 11000 libras esterlinas anuales de por vida, y el resto para el uso de Wellesley durante su vida. El resto iba a ir a los hijos del matrimonio. Para avalar una deuda de 250000 libras, logró hipotecar este fideicomiso de liquidación de matrimonio, que poseía la casa Wanstead y su contenido, a sus acreedores. En 1822, para escapar de sus acreedores, obtuvo el cargo de ujier de Jorge IV (quien también era experimentado en el despilfarro y la evasión de acreedores). Con este cargo quedó inmune para el arresto por deudas y luego huyó de sus acreedores al extranjero. En junio de 1822 los síndicos del asentamiento, en virtud de un poder contenido en el fideicomiso y habiendo obtenido el requisito de acuerdo de los novios, remataron el contenido de la casa en una subasta que duró 32 días, con el fin de pagar los gravámenes sobre la finca consolidada, protegiendo así la herencia futura del hijo. En 1825, al no encontrar a nadie para alquilar la casa Wanstead, los fideicomisarios la demolieron con los mismos poderes y aplicaron las ganancias de la venta de los materiales de construcción resultantes de manera similar. Según los términos del testamento de Sir James Tylney Long, la casa Wanstead era inalienable del parque, que no podía venderse durante 1000 años. Esta es la razón por la cual la mansión fue vendida para su demolición. La suma recaudada fue de solo £ 10000, mientras que supuestamente su construcción costó alrededor de £ 360000. Catalina, abandonada por su marido por otra mujer en 1823, murió en 1825 de una enfermedad intestinal, poco después de la demolición.
Entre la demolición de la mansión y 1840, William mantuvo un interés vitalicio en las tierras restantes de Catherine, de una superficie de 1400 acres (5,7 km²) , en los alrededores de Wanstead y las parroquias contiguas de Woodford, Leyton, Little Ilford y Barking. Continuó su carrera parlamentaria de 1830 a 1832, heredó el título de su padre como cuarto conde de Mornington en 1845 y murió en un humilde alojamiento en 1857. El remanente del señorío de Wanstead fue heredado por su hijo William, quien había sido protegido de los planes de su padre sobre su herencia materna por la intervención del duque de Wellington, y lo dejó en fideicomiso para el primo de su padre, Henry Wellesley, 1er conde. Cowley . En 1880, el conde vendió 184 acres (0,7 km²) de los terrenos de la antigua casa a la Corporación de Londres para su preservación como parte de Epping Forest. El nuevo parque municipal resultante de Wanstead fue inaugurado oficialmente por la Corporación de la Ciudad de Londres en 1882. La familia del conde vendió más terrenos a Wanstead Sports Grounds Limited en 1920.

## Jardines

Mapa de la casa Wanstead y terrenos del mapa de John Rocque impreso en Environs of London, 1745. El actual Wanstead Park se muestra en verde. La casa estaba ubicada en.

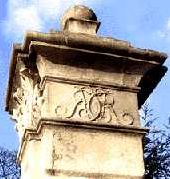
Uno del par de pilares que sobrevivieron de la puerta de entrada a la casa Wanstead, con el monograma de Richard Child

Los terrenos fueron diseñados y plantados con avenidas de árboles por George London, uno de los principales diseñadores de jardines de su época. John Rocque recibió el encargo del primer conde Tylney en 1735 para llevar a cabo más trabajos en los jardines, con el objetivo de convertir a Wanstead en un mini Versalles. Una de las mejores fuentes para conocer la apariencia de la casa y los jardines en ese momento es el mapa de Rocque, impreso en Environs of London .
A unas 275 yardas al oeste de la mansión había un gran lago ornamental, de forma octogonal, llamado "Cuenca", al sur de lo que ahora es la casa club del campo de golf, construida con ladrillos y madera entarimada, un remanente del establo de la corte del siglo XVIII. La mansión también tenía un jardín delantero al oeste, parte del cual ahora forma un campo de cricket. Los pilares están adornados con el monograma de su constructor, Sir Richard Child . La vista de la casa de Spencer de 1771 se habría extraído de esta puerta.
Había un camino que bordeaba el lado norte de la Cuenca (ahora Overton Drive) y luego seguía el contorno del lago hacia el sur para llegar al frente oeste de la mansión. Los extensos huertos de frutas y verduras originalmente situados al sureste de la Gran Casa han desaparecido y ahora forman los enlaces del campo de golf. Al este del estanque Shoulder de Mutton había dos nogales que murieron en la década de 1980, el más grande de 12.2 m de alto y 2.3 m de circunferencia, probablemente plantados por Sir Josiah Child, se encontraban. Algunos matorrales de rododendros recuerdan la época en la que parte del Parque estaba acondicionado con esas plantas, atravesado por los caminos sinuosos que muestra el mapa de Rocque. Todavía se pueden rastrear restos de una impresionante avenida de castaños, llamada Evelyn's Avenue, en dirección suroeste desde la cuenca, cruzando Wanstead Flats y Bush Wood.
El segundo conde Tylney continuó con las plantaciones, pero en el estilo natural y no formal de moda en ese momento. En 1813, William Pole-Tylney-Long-Wellesley invitó al paisajista Humphrey Repton a mejorar los jardines; algunas de las plantaciones informales de Repton permanecen hoy. Antes de 1828, Wellesley, en busca de dinero, cortó una gran cantidad de árboles en el parque, destruyendo muchas de las avenidas, vistas y grupos que Sir Josiah Child y Earls Tylney habían plantado antes con tanto cuidado y a un costo tan grande. Estaban ya marcados otros 2000 árboles para talar cuando su hijo obtuvo una orden judicial en 1828 que le impedía proceder, ya que perjudicaría el valor de la tierra, su futura herencia. Wellesley impugnó la orden judicial, pero se confirmó en su contra en 1834.

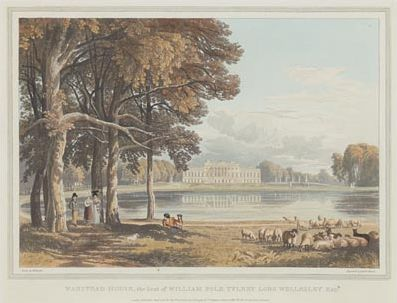
Escena pastoral ante la casa Wanstead y la Cuenca, por William Havell, 1815

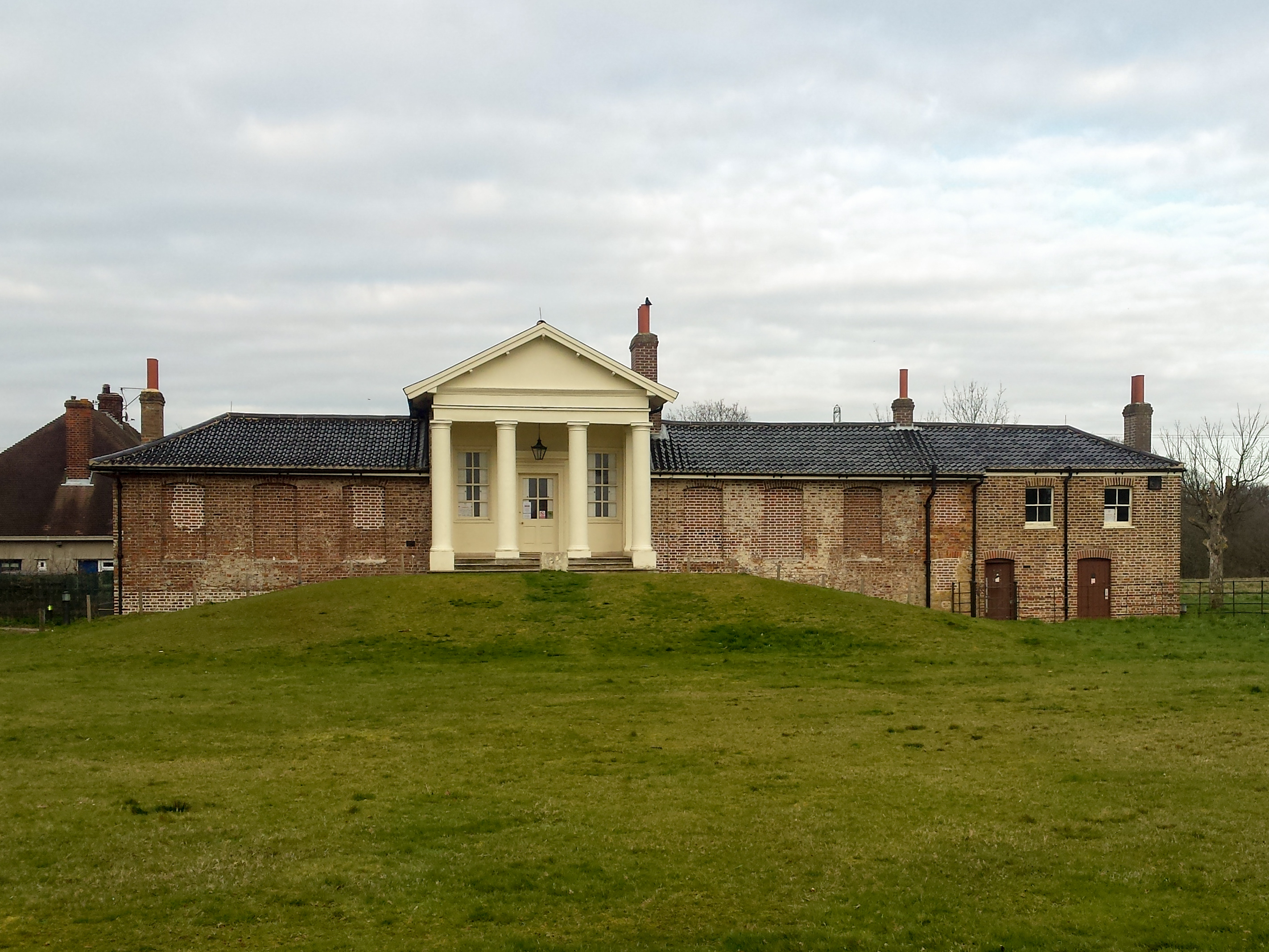
El Templo en Wanstead Park, construido c. 1760

El actual Wanstead Park conserva parte de su diseño como los jardines de la Casa. Aparte del sistema lacustre, los restos más evidentes son los edificios conocidos como el Templo y la Gruta, ambos construidos hacia 1760 (hoy edificios catalogados), y algunos “montes” o montículos artificiales. Menos evidente, quizás, es un conjunto de islas conocidas como las Fortificaciones, un anfiteatro, un canal ornamental y restos de algunas avenidas de árboles. Las Fortificaciones están situadas en las Aguas Ornamentales, a unas 800 yardas al este del sitio de la mansión, al sureste de la gran Isla Lincoln. Consisten en ocho islas pequeñas agrupadas en un patrón circular alrededor de una isla central más grande en la que anteriormente se almacenaban armas para el tiro al pato. Los puentes por los que una vez estuvieron conectados ya no existen. Las islas ahora están algo cubiertas de maleza, proporcionando un santuario para las aves acuáticas.
El amplio Canal Ornamental forma una continuación en el lado este del río Roding, aquí llamado Ornamental Waters, del amplio paseo cubierto de hierba que atraviesa el bosque, conocido como Glade, en una línea directa hacia el este desde Wanstead House. Por lo tanto, se habría creado una magnífica vista desde la casa, extendiéndose 2/3 de milla hacia el este. Eric S. Wood FSA lo calificó como un "canal magnífico".